# Lovci
Lovci (The Hunters) je třetí díl fantasy literární série Bratrstvo od australského spisovatele Johna Flanagana. Český překlad knihy vyšel v roce 2013 u nakladatelství Egmont. Originál byl vydán v roce 2012 v Austrálii přes nakladatelství Random House.

## Děj
Poté, co Volavkám po dobytí Limmatu těsně unikl pirát Zavak, který ukradl skandijský poklad Andomal, pokračuje Halova posádka v pronásledování. Ingvarovi se ovšem zhorší zranění, které utržil v bitvě o Limmat, takže musí pronásledování přerušit a přistát na břehu. Nakonec zhoršující horečku přemohou pomocí rozdrcené vrbové kůry, kterou dají Ingvarovi vypít a vydávají se znovu za Zavakem. V Bayratu jsou ovšem zadrženi díky Zavakovi, který si zaplatil, aby byli zatčeni a pověšeni za vraždu piráta Rikarda. Ten jim prozradil, kam má Zavak namířeno a byl zabit prvním důstojníkem Havrana ve městě Krall, kde ho posádka Volavek pustila na svobodu. Díky Lydii, která předstírá, že k posádce nepatří a vyhne se tak vězení se jim podaří z Bayratu utéct.
Před pirátskou baštou Raguza, do které se Zavak uchýlil, Halova posádka zachrání obchodní bárky před útokem pirátských dlouhých člunů. Poté jsou s pomocí droghanské válečné lodi zahnáni do Raguzy, kde se vydávají za piráty, které Zavak zradil při útoku na Limmat. Jejich verzi příběhu podpoří i pytlíček se smaragdy z Limmatu, které jim dá Lydia a také fakt, že Zavak svoje smaragdy zatajil Mihajovi, vůdci Raguzy, čímž porušil místní pravidla. V Raguze totiž musí všechny lodě odevzdat deset procent ze své kořisti. Hal pak vyzývá Zavaka na souboj loď proti lodi a Zavak, který v souboji vidí snadnou výhru, výzvu přijímá.
Souboj, konaný před Raguzou se ovšem Zavakovi vymkne z rukou a jeho loď je poničena zničujícími střelami z Drtiče. Poté Hal s Volavkou vrazí do obšívky na Havranově boku a s posádkou vtrhne na palubu. Útoku, vedeném Stigem a Thornem se podaří zatlačit posádku Havrana na příď lodi a Hal vnikne do Zavakovy kajuty. Tam narazí na Zavaka, se kterým začne bojovat, na poslední chvíli mu Thorn zachrání život a s Andomalem se stáhnou zpět na palubu Volavky, zatímco se Havran potopí se Zavakem na palubě. Po úspěšném získání Andomalu se Volavky s Lydií vrátili jako hrdinové do Hallasholmu, kde je jim oberjarl Erak během velké slavnosti vrací zpět vítězství v soutěži bratrstev a jsou znovu přijati do skandijské společnosti.